# Albergaria-a-Velha
Albergaria-a-Velha là một huyện thuộc tỉnh Aveiro, Bồ Đào Nha. Huyện này có diện tích 155 km², dân số thời điểm năm 2001 là 24638 người.